# Léon Scieur
Léon Scieur (ur. 19 marca 1888 w Florennes; zm. 7 października 1969 tamże) – belgijski kolarz szosowy.
Był kolarskim wychowankiem innego Belga, również zwycięzcy Tour de France - Firmina Lambota.

## Sukcesy
- Zwycięstwo w Tour de France 1921
- Zwycięstwo w Liège-Bastogne-Liège 1920

### Miejsca na Tour de France
- 1913: nie ukończył
- 1914: 14. miejsce
- 1919: 4. miejsce
- 1920: 4. miejsce (1 zwycięstwa etapowe)
- 1921: 1. miejsce (2 zwycięstwa etapowe)
- 1922: nie ukończył
- 1923: nie ukończył
- 1924: nie ukończył